# Clasificación de la montaña

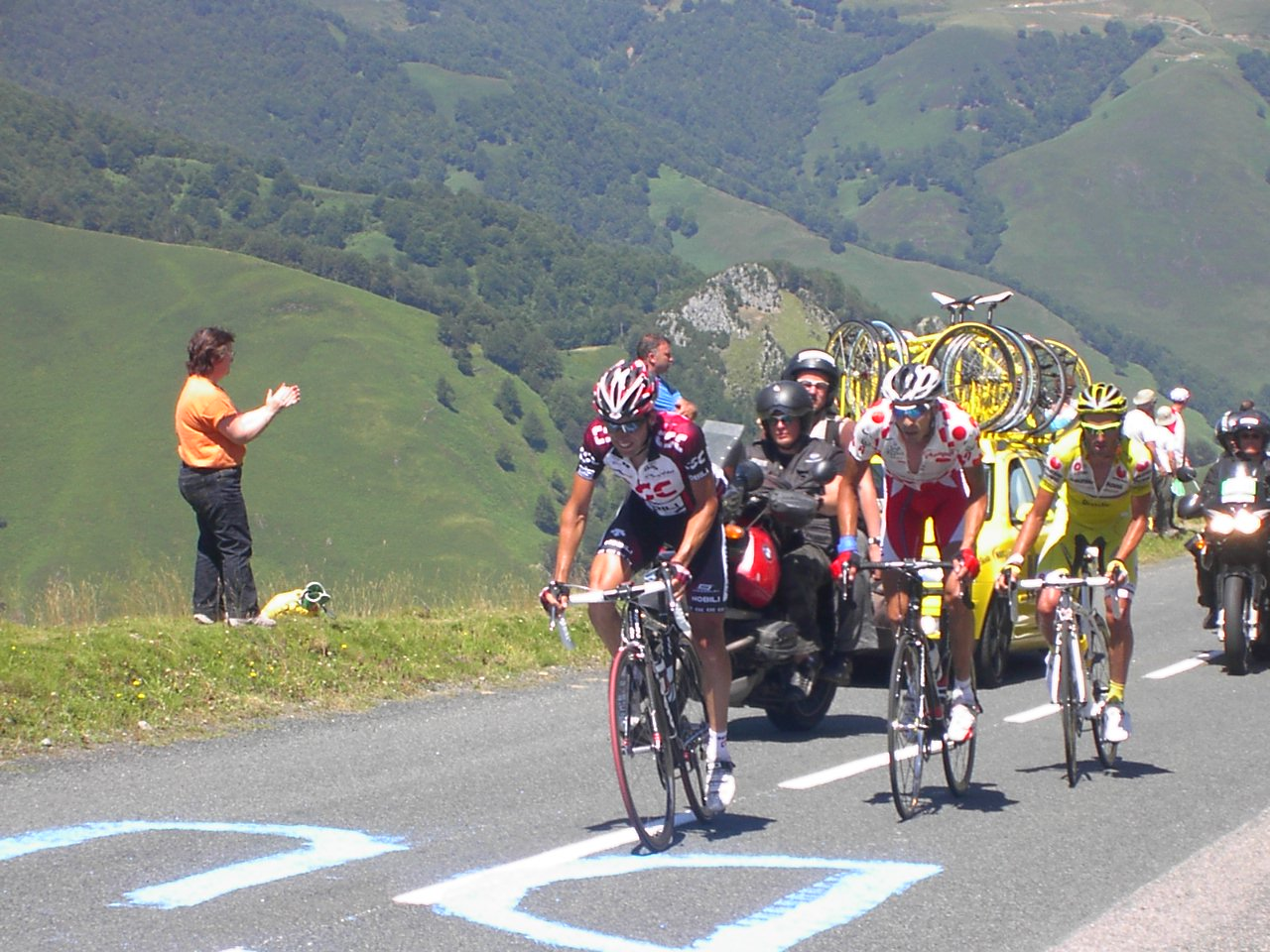
El líder de la clasificación de la montaña del Tour de Francia viste la malla a lunares rojos.

La clasificación de la montaña es un ordenamiento de los participantes de una carrera de ciclismo en ruta por etapas que recompensa a aquellos que alcanzan la cima de cierto conjunto de montañas. Utiliza un sistema por puntos: en cada etapa de montaña se marcan metas parciales, y los primeros en cruzar esas líneas reciben puntos. El ciclista que suma más puntos durante la carrera gana el premio y se lo nombra rey/reina de la montaña. Los deportistas más aptos en este tipo de destrezas son llamados «escaladores».

## Historia
Los premios de la montaña comenzaron a disputarse en el Tour de Francia y el Giro de Italia de 1933. Si la carrera es por etapas, quien lidera la clasificación debe portar una malla que lo identifique como tal. El color de la malla depende de cada competencia en particular. En el Tour de Francia se acostumbra el uso de una malla blanca con lunares rojos (maillot à pois rouges); en Italia, fue verde (maglia verde) y actualmente azul (maglia azzurra).
En algunas carreras, las cimas están categorizadas según su dificultad; las más dificultosas otorgan más puntos. Por ejemplo, en el Tour de Francia hay cinco tipos. De acuerdo a la categoría se otorgan 20 puntos, 10 puntos, 5 puntos, 2 puntos o un punto al ganador. Las montañas de cuarta categoría son las menos exigentes; las de primera categoría son muy duras; y las fuera de categoría (hors catégorie), añadidas en 1979, son extremadamente duras por su pendiente y longitud. Las cinco montañas tradicionales y más ascendidas clasificadas en esta categoría han sido Alpe d'Huez, Col du Tourmalet, Col du Galibier, Col de la Madeleine y Col d'Aubisque aunque hay muchas más (ver Categoría especial).
Los máximos ganadores de la clasificación de la montaña en las Grandes Vueltas (Tour de Francia, Giro de Italia y Vuelta a España) son el español Federico Bahamontes y el italiano Gino Bartali con nueve victorias, y el belga Lucien Van Impe con ocho. Bahamontes y el colombiano Lucho Herrera ganaron la clasificación de la montaña en las tres más importantes vueltas ciclistas. El español, además, ganó las de Francia y España en un mismo año (1958) y el colombiano ganó la clasificación de la montaña en 1987 tanto en el Tour de Francia, como en la Vuelta a España (siendo ganador de la general individual en este año). Como dato curioso, ningún ciclista en la historia ha ganado la clasificación de la montaña en las tres grandes vueltas el mismo año.
El triplete Tour/Giro/Vuelta lo han conseguido solo 2 ciclistas en la historia:
- Federico Bahamontes (1957)
- Lucho Herrera (1989)

El doblete Tour/Giro lo han conseguido cuatro ciclistas:
- Fausto Coppi (1949)
- Charly Gaul (1956)
- Lucien Van Impe (1983)
- Claudio Chiappucci (1992)

El doblete Tour/Vuelta lo han conseguido cuatro ciclistas:
- Federico Bahamontes (1958)
- Julio Jiménez (1965)
- Lucho Herrera (1987)
- Tony Rominger (1993)

El doblete Giro/Vuelta lo han conseguido dos ciclistas:
- José Manuel Fuente (1972)
- Andrés Oliva (1975, 1976)

## Récord de victorias (grandes vueltas)
| Ciclista            | N.º de victorias | Tour de Francia Maillot de puntos rojos    | Giro de Italia Maillot azul                | Vuelta a España Maillot de puntos azules |
| ------------------- | ---------------- | ------------------------------------------ | ------------------------------------------ | ---------------------------------------- |
| Federico Bahamontes | 9                | (1954, 1958, 1959, 1962, 1963, 1964)       | (1956)                                     | (1957, 1958)                             |
| Gino Bartali        | 9                | (1938, 1948)                               | (1935, 1936, 1937, 1939, 1940, 1946, 1947) |                                          |
| Lucien Van Impe     | 8                | (1971, 1972, 1975, 1977, 1981, 1983)       | (1982, 1983)                               |                                          |
| Richard Virenque    | 7                | (1994, 1995, 1996, 1997, 1999, 2003, 2005) |                                            |                                          |
| Julio Jiménez       | 6                | (1965, 1966, 1967)                         |                                            | (1963, 1964, 1965)                       |
| Fausto Coppi        | 5                | (1949, 1952)                               | (1948, 1949, 1954)                         |                                          |
| José Manuel Fuente  | 5                |                                            | (1971, 1972,1973, 1974)                    | (1972)                                   |
| Andrés Oliva        | 5                |                                            | (1975, 1976)                               | (1975, 1976, 1978)                       |
| José Luis Laguía    | 5                |                                            |                                            | (1981, 1982, 1983, 1985, 1986)           |
| Lucho Herrera       | 5                | (1985, 1987)                               | (1989)                                     | (1987, 1991)                             |
| Claudio Chiappucci  | 5                | (1991, 1992)                               | (1990, 1992, 1993)                         |                                          |

## Ganadores de la Montaña (grandes vueltas)

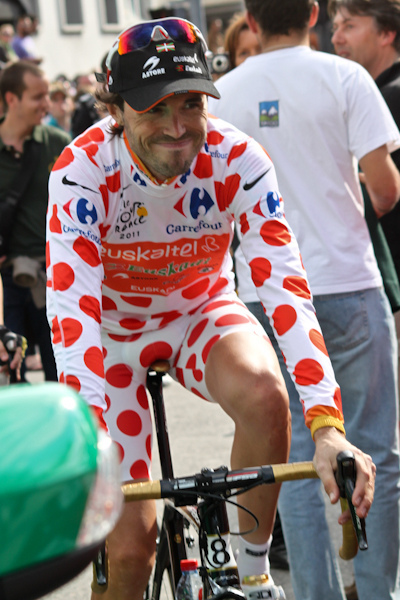
Samuel Sánchez con el maillot de lunares rojos del Tour de Francia.

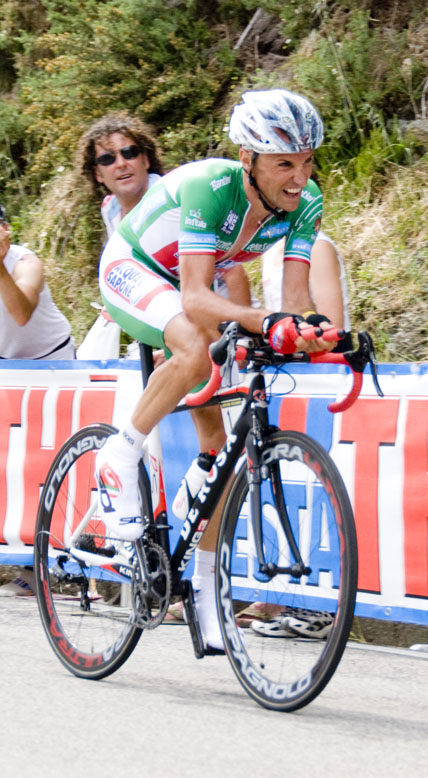
Stefano Garzelli con el maillot verde del Giro de Italia.

| Año       | Tour de Francia Maillot de puntos rojos             | Giro de Italia Maillot azul                         | Vuelta a España Maillot de puntos azules            |                                                     |
| --------- | --------------------------------------------------- | --------------------------------------------------- | --------------------------------------------------- | --------------------------------------------------- |
| 1933      | Vicente Trueba                                      | Alfredo Binda                                       | -                                                   |                                                     |
| 1934      | Rene Vietto                                         | Remo Bertoni                                        | -                                                   |                                                     |
| 1935      | Félicien Vervaecke                                  | Gino Bartali                                        | Edoardo Molinar                                     |                                                     |
| 1936      | Julián Berrendero                                   | Gino Bartali                                        | Salvador Molina                                     |                                                     |
| 1937      | Félicien Vervaecke                                  | Gino Bartali                                        | -                                                   |                                                     |
| 1938      | Gino Bartali                                        | Giovanni Valetti                                    | -                                                   |                                                     |
| 1939      | Sylvère Maes                                        | Gino Bartali                                        | -                                                   |                                                     |
| 1940      | -                                                   | Gino Bartali                                        | -                                                   |                                                     |
| 1941      | -                                                   | -                                                   | Fermín Trueba                                       |                                                     |
| 1942      | -                                                   | -                                                   | Julián Berrendero                                   |                                                     |
| 1943-1944 | Ediciones suspendidas por la Segunda Guerra Mundial | Ediciones suspendidas por la Segunda Guerra Mundial | Ediciones suspendidas por la Segunda Guerra Mundial | Ediciones suspendidas por la Segunda Guerra Mundial |
| 1945      | -                                                   | -                                                   | Julián Berrendero                                   |                                                     |
| 1946      | -                                                   | Gino Bartali                                        | Emilio Rodríguez                                    |                                                     |
| 1947      | Pierre Brambilla                                    | Gino Bartali                                        | Emilio Rodríguez                                    |                                                     |
| 1948      | Gino Bartali                                        | Fausto Coppi                                        | Bernardo Ruiz                                       |                                                     |
| 1949      | Fausto Coppi                                        | Fausto Coppi                                        | -                                                   |                                                     |
| 1950      | Louison Bobet                                       | Hugo Koblet                                         | Emilio Rodríguez                                    |                                                     |
| 1951      | Raphaël Géminiani                                   | Louison Bobet                                       | -                                                   |                                                     |
| 1952      | Fausto Coppi                                        | Raphaël Géminiani                                   | -                                                   |                                                     |
| 1953      | Jesús Loroño                                        | Pasquale Fornara                                    | -                                                   |                                                     |
| 1954      | Federico Bahamontes                                 | Fausto Coppi                                        | -                                                   |                                                     |
| 1955      | Charly Gaul                                         | Gastone Nencini                                     | Giusseppe Buratti                                   |                                                     |
| 1956      | Charly Gaul                                         | Charly Gaul Federico Bahamontes                     | Nino Defilippis                                     |                                                     |
| 1957      | Gastone Nencini                                     | Raphaël Géminiani                                   | Federico Bahamontes                                 |                                                     |
| 1958      | Federico Bahamontes                                 | Jean Brankart                                       | Federico Bahamontes                                 |                                                     |
| 1959      | Federico Bahamontes                                 | Charly Gaul                                         | Antonio Suárez                                      |                                                     |
| 1960      | Imerio Massignan                                    | Rik Van Looy                                        | Antonio Karmany                                     |                                                     |
| 1961      | Imerio Massignan                                    | Vito Taccone                                        | Antonio Karmany                                     |                                                     |
| 1962      | Federico Bahamontes                                 | Angelino Soler                                      | Antonio Karmany                                     |                                                     |
| 1963      | Federico Bahamontes                                 | Vito Taccone                                        | Julio Jiménez                                       |                                                     |
| 1964      | Federico Bahamontes                                 | Franco Bitossi                                      | Julio Jiménez                                       |                                                     |
| 1965      | Julio Jiménez                                       | Franco Bitossi                                      | Julio Jiménez                                       |                                                     |
| 1966      | Julio Jiménez                                       | Franco Bitossi                                      | Gregorio San Miguel                                 |                                                     |
| 1967      | Julio Jiménez                                       | Aurelio González Puente                             | Mariano Díaz                                        |                                                     |
| 1968      | Aurelio González Puente                             | Eddy Merckx                                         | Patxi Gabica                                        |                                                     |
| 1969      | Eddy Merckx                                         | Claudio Michelotto                                  | Luis Ocaña                                          |                                                     |
| 1970      | Eddy Merckx                                         | Martin Vandenbossche                                | Agustín Tamames                                     |                                                     |
| 1971      | Lucien Van Impe                                     | José Manuel Fuente                                  | Joop Zoetemelk                                      |                                                     |
| 1972      | Lucien Van Impe                                     | José Manuel Fuente                                  | José Manuel Fuente                                  |                                                     |
| 1973      | Pedro Torres                                        | José Manuel Fuente                                  | José Luis Abilleira                                 |                                                     |
| 1974      | Domingo Perurena                                    | José Manuel Fuente                                  | José Luis Abilleira                                 |                                                     |
| 1975      | Lucien Van Impe                                     | Francisco Galdós Andrés Oliva                       | Andrés Oliva                                        |                                                     |
| 1976      | Giancarlo Bellini                                   | Andrés Oliva                                        | Andrés Oliva                                        |                                                     |
| 1977      | Lucien Van Impe                                     | Faustino Fernández Ovies                            | Pedro Torres                                        |                                                     |
| 1978      | Mariano Martínez                                    | Ueli Sutter                                         | Andrés Oliva                                        |                                                     |
| 1979      | Giovanni Battaglin                                  | Claudio Bortolotto                                  | Felipe Yáñez                                        |                                                     |
| 1980      | Raymond Martin                                      | Claudio Bortolotto                                  | Juan Fernández                                      |                                                     |
| 1981      | Lucien Van Impe                                     | Claudio Bortolotto                                  | José Luis Laguía                                    |                                                     |
| 1982      | Bernard Vallet                                      | Lucien Van Impe                                     | José Luis Laguía                                    |                                                     |
| 1983      | Lucien Van Impe                                     | Lucien Van Impe                                     | José Luis Laguía                                    |                                                     |
| 1984      | Robert Millar                                       | Laurent Fignon                                      | Felipe Yáñez                                        |                                                     |
| 1985      | Lucho Herrera                                       | José Luis Navarro Martínez                          | José Luis Laguía                                    |                                                     |
| 1986      | Bernard Hinault                                     | Pedro Muñoz                                         | José Luis Laguía                                    |                                                     |
| 1987      | Lucho Herrera                                       | Robert Millar                                       | Lucho Herrera                                       |                                                     |
| 1988      | Steven Rooks                                        | Andrew Hampsten                                     | Álvaro Pino                                         |                                                     |
| 1989      | Gert-Jan Theunisse                                  | Lucho Herrera                                       | Óscar Vargas                                        |                                                     |
| 1990      | Thierry Claveyrolat                                 | Claudio Chiappucci                                  | Martin Farfan                                       |                                                     |
| 1991      | Claudio Chiappucci                                  | Iñaki Gastón                                        | Lucho Herrera                                       |                                                     |
| 1992      | Claudio Chiappucci                                  | Claudio Chiappucci                                  | Carlos Hernández                                    |                                                     |
| 1993      | Tony Rominger                                       | Claudio Chiappucci                                  | Tony Rominger                                       |                                                     |
| 1994      | Richard Virenque                                    | Pascal Richard                                      | Luc Leblanc                                         |                                                     |
| 1995      | Richard Virenque                                    | Mariano Piccoli                                     | Laurent Jalabert                                    |                                                     |
| 1996      | Richard Virenque                                    | Mariano Piccoli                                     | Tony Rominger                                       |                                                     |
| 1997      | Richard Virenque                                    | José Jaime González                                 | José María Jiménez                                  |                                                     |
| 1998      | Christophe Rinero                                   | Marco Pantani                                       | José María Jiménez                                  |                                                     |
| 1999      | Richard Virenque                                    | José Jaime González                                 | José María Jiménez                                  |                                                     |
| 2000      | Santiago Botero                                     | Francesco Casagrande                                | Carlos Sastre                                       |                                                     |
| 2001      | Laurent Jalabert                                    | Freddy González                                     | José María Jiménez                                  |                                                     |
| 2002      | Laurent Jalabert                                    | Julio Alberto Pérez Cuapio                          | Aitor Osa                                           |                                                     |
| 2003      | Richard Virenque                                    | Freddy González                                     | Félix Cárdenas                                      |                                                     |
| 2004      | Richard Virenque                                    | Fabian Wegmann                                      | Félix Cárdenas                                      |                                                     |
| 2005      | Michael Rasmussen                                   | José Rujano                                         | Joaquim Rodríguez                                   |                                                     |
| 2006      | Michael Rasmussen                                   | Juan Manuel Gárate                                  | Egoi Martínez                                       |                                                     |
| 2007      | Mauricio Soler                                      | Leonardo Piepoli                                    | Denis Menchov                                       |                                                     |
| 2008      | no atribuido                                        | Emanuele Sella                                      | David Moncoutié                                     |                                                     |
| 2009      | Franco Pellizotti                                   | Stefano Garzelli                                    | David Moncoutié                                     |                                                     |
| 2010      | Anthony Charteau                                    | Matthew Lloyd                                       | David Moncoutié                                     |                                                     |
| 2011      | Samuel Sánchez                                      | Stefano Garzelli                                    | David Moncoutié                                     |                                                     |
| 2012      | Thomas Voeckler                                     | Matteo Rabottini                                    | Simon Clarke                                        |                                                     |
| 2013      | Nairo Quintana                                      | Stefano Pirazzi                                     | Nicolas Edet                                        |                                                     |
| 2014      | Rafał Majka                                         | Julián Arredondo                                    | Luis León Sánchez                                   |                                                     |
| 2015      | Chris Froome                                        | Giovanni Visconti                                   | Omar Fraile                                         |                                                     |
| 2016      | Rafał Majka                                         | Mikel Nieve                                         | Omar Fraile                                         |                                                     |
| 2017      | Warren Barguil                                      | Mikel Landa                                         | Davide Villella                                     |                                                     |
| 2018      | Julian Alaphilippe                                  | Chris Froome                                        | Thomas de Gendt                                     |                                                     |
| 2019      | Romain Bardet                                       | Giulio Ciccone                                      | Geoffrey Bouchard                                   |                                                     |
| 2020      | Tadej Pogačar                                       | Ruben Guerreiro                                     | Guillaume Martin                                    |                                                     |
| 2021      | Tadej Pogačar                                       | Geoffrey Bouchard                                   | Michael Storer                                      |                                                     |
| 2022      | Jonas Vingegaard                                    | Koen Bouwman                                        | Richard Carapaz                                     |                                                     |
| 2023      | Giulio Ciccone                                      | Thibaut Pinot                                       | Remco Evenepoel                                     |                                                     |
| 2024      | Richard Carapaz                                     | Tadej Pogačar                                       | Jay Vine                                            |                                                     |
| 2025      | Tadej Pogačar                                       | Lorenzo Fortunato                                   |                                                     |                                                     |

## Tour de Francia
La clasificación de la montaña en el Tour de Francia fue introducida por primera en 1933. El vencedor, Vicente Trueba, pasó la mayoría de las cimas en cabeza. Sin embargo, él era poco habilidoso en el descenso y eso le impidió ganar algún Tour de Francia. El director de la carrera, Henri Desgrange, decidió que los primeros corredores que llegaran a las cimas de la montaña debían ser recompensados. A partir de 1934, la diferencia entre el primer y el segundo ciclista que pasaba por una cima, se le atribuía una bonificación al primero. Esta bonificación desapareció más tarde, pero la clasificación de la montaña permaneció. 
A pesar de reconocer al mejor escalador a partir de 1933, no se usó maillot distintivo como vencedor hasta 1975. Sus colores, blanco a puntos rojos, son atribuidos al patrocinador de la época, Chocolat Poulain. 

### Lista de patrocinadores

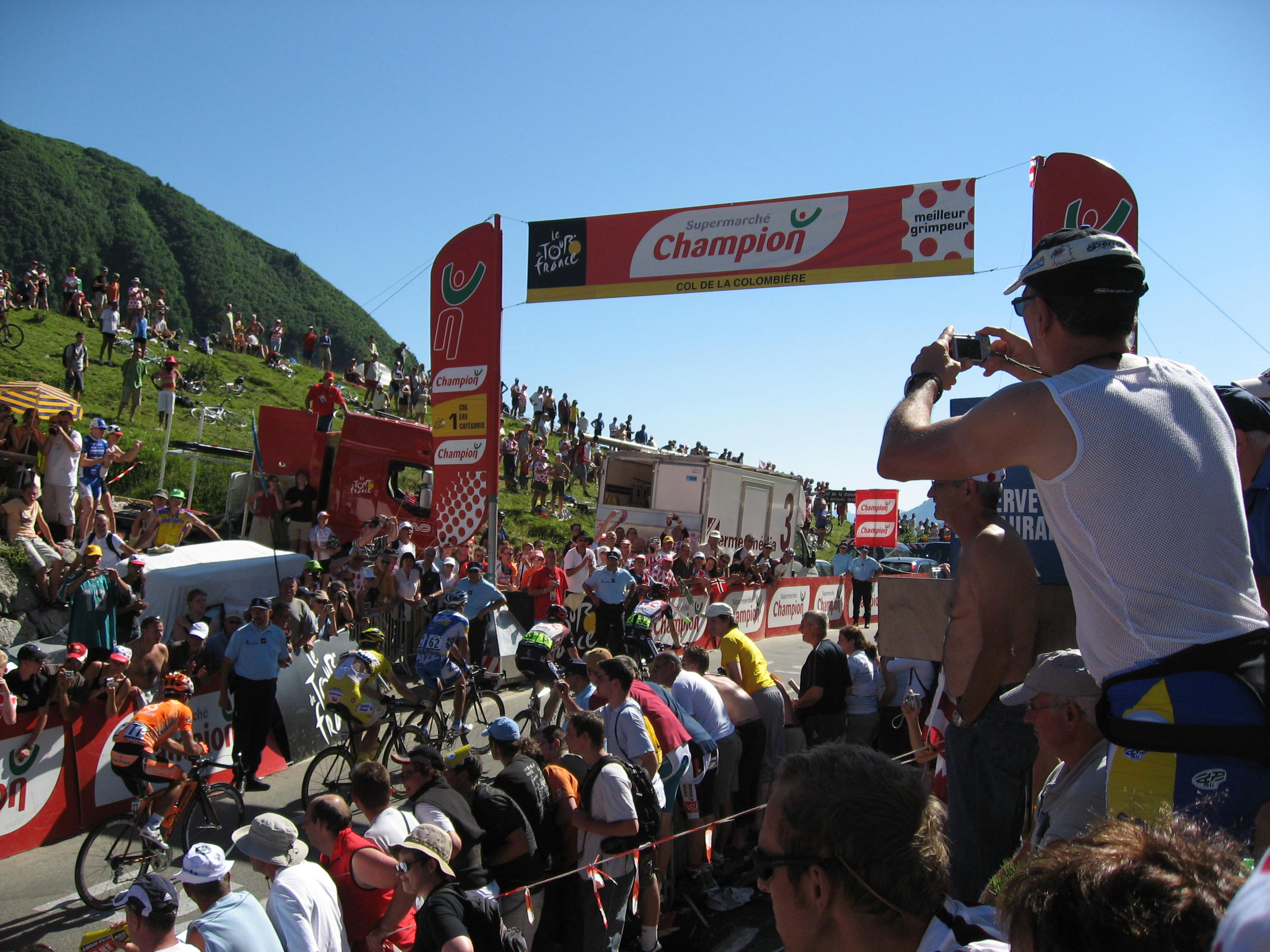
Cima puntuable en el Col de la Colombière.

- 1975 - 1978: Chocolat Poulain
- 1979 - 1981: Campagnolo
- 1982 - 1984: Chocolat Poulain
- 1985 - 1989: Café de Colombia
- 1990: Pintura Ripolin
- 1991 - 1992: Coca-Cola Light
- 1993 - 2008: Champion
- 2009: Carrefour

### Puntuación

#### Tour de Francia
Desde la última modificación en el Tour de Francia 2011, la atribución de los puntos es:
| Categoría / Puesto | 1º | 2º | 3º | 4º | 5º | 6º | 7º | 8º | 9º | 10º |
| ------------------ | -- | -- | -- | -- | -- | -- | -- | -- | -- | --- |
| Hors catégorie     | 20 | 15 | 12 | 10 | 8  | 6  | 4  | 2  | 0  | 0   |
| 1ª categoría       | 10 | 8  | 6  | 4  | 2  | 1  | 0  | 0  | 0  | 0   |
| 2ª categoría       | 5  | 3  | 2  | 1  | 0  | 0  | 0  | 0  | 0  | 0   |
| 3ª categoría       | 2  | 1  | 0  | 0  | 0  | 0  | 0  | 0  | 0  | 0   |
| 4ª categoría       | 1  | 0  | 0  | 0  | 0  | 0  | 0  | 0  | 0  | 0   |

Anteriormente, la atribución de los puntos era:
| Categoría / Puesto | 1º | 2º | 3º | 4º | 5º | 6º | 7º | 8º | 9º | 10º |
| ------------------ | -- | -- | -- | -- | -- | -- | -- | -- | -- | --- |
| Hors catégorie     | 20 | 18 | 16 | 14 | 12 | 10 | 8  | 7  | 6  | 5   |
| 1ª categoría       | 15 | 13 | 11 | 9  | 8  | 7  | 6  | 5  | 0  | 0   |
| 2ª categoría       | 10 | 9  | 8  | 7  | 5  | 0  | 0  | 0  | 0  | 0   |
| 3ª categoría       | 4  | 3  | 2  | 1  | 0  | 0  | 0  | 0  | 0  | 0   |
| 4ª categoría       | 3  | 2  | 1  | 0  | 0  | 0  | 0  | 0  | 0  | 0   |

Además, en los años 2000 se introdujo como novedad que si el puerto final era de Hors catégorie o 1ª categoría este puntúa doble. Estas modificaciones (la de puntuación doble y el cambio de puntuación del 2011) ha supuesto que con puntuar en unos pocos puertos se pudiese ganar la clasificación, por ejemplo Samuel Sánchez en el Tour de Francia 2011 ganó la clasificación de la montaña solo puntuando en 4 puertos, hecho único hasta el momento.

### Máximas victorias

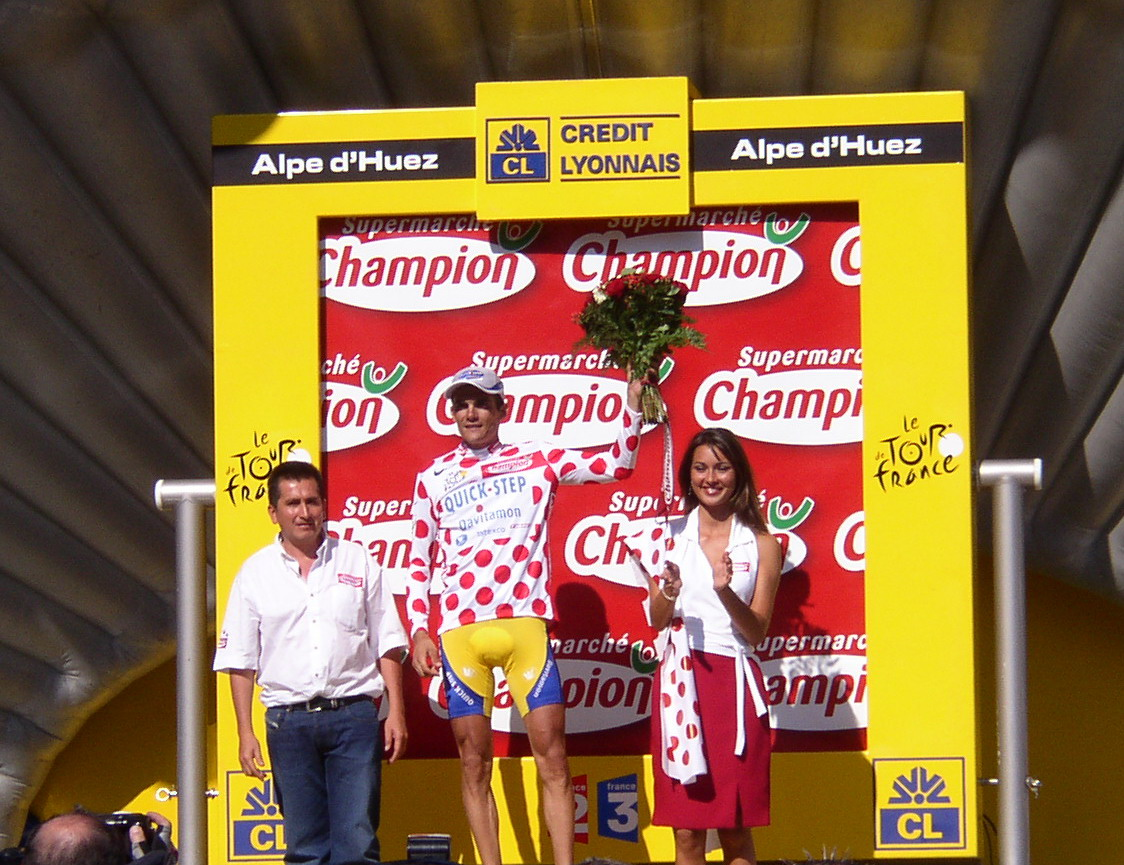
Richard Virenque, vencedor en siete ocasiones

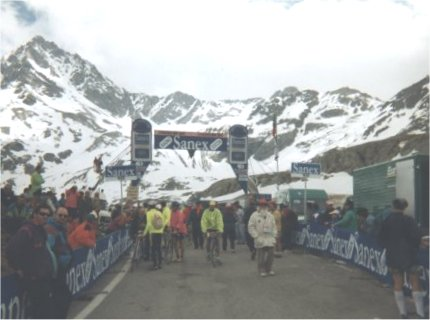
Gran Premio de la montaña en el Paso Gavia del Giro de Italia 1999.

| Pos. | Ciclista            | País       | Victorias | Años                                     |
| ---- | ------------------- | ---------- | --------- | ---------------------------------------- |
| 1    | Richard Virenque    | Francia    | 7         | 1994, 1995, 1996, 1997, 1999, 2003, 2004 |
| 2    | Federico Bahamontes | España     | 6         | 1954, 1958, 1959, 1962, 1963, 1964       |
| 2    | Lucien Van Impe     | Bélgica    | 6         | 1971, 1972, 1975, 1977, 1981, 1983       |
| 4    | Julio Jiménez       | España     | 3         | 1965, 1966, 1967                         |
| 4    | Tadej Pogačar       | Eslovenia  | 3         | 2020, 2021, 2025                         |
| 6    | Félicien Vervaecke  | Bélgica    | 2         | 1935, 1937                               |
| 6    | Gino Bartali        | Italia     | 2         | 1938, 1948                               |
| 6    | Fausto Coppi        | Italia     | 2         | 1949, 1952                               |
| 6    | Charly Gaul         | Luxemburgo | 2         | 1955, 1956                               |
| 6    | Imerio Massignan    | Italia     | 2         | 1960, 1961                               |
| 6    | Eddy Merckx         | Bélgica    | 2         | 1969, 1970                               |
| 6    | Lucho Herrera       | Colombia   | 2         | 1985, 1987                               |
| 6    | Claudio Chiappucci  | Italia     | 2         | 1991, 1992                               |
| 6    | Laurent Jalabert    | Francia    | 2         | 2001, 2002                               |
| 6    | Michael Rasmussen   | Dinamarca  | 2         | 2005, 2006                               |
| 6    | Rafał Majka         | Polonia    | 2         | 2014, 2016                               |

## Giro de Italia
Esta clasificación fue creada en 1933, sin embargo se tuvo que esperar al 1974 para que el líder recibiera la Maglia verde. A partir de 2012 se cambió a la Maglia azzurra debido al cambio de sponsor.
La clasificación normalmente eran ganadas por escaladores puros aunque raramente también eran ganadas por corredores que disputaban la clasificación general.
Desde el Giro de Italia 1965 la cima más alta del giro se llama Cima Coppi a la que dan una puntuación mayor que la de 1ª categoría.

### Puntuación
Las ascensiones en el Giro se basa en los puntos atribuidos los primeros ciclistas que pasas por la cima de la montaña. Las cimas están repartidas en cinco categorías según la dificultad de cada una. La más dura en la Cima Coppi, que es el puerto con más altitud por el que pasa el Giro y la más asequible se califican de 4.ª categoría.
En el Giro de Italia 2015, la atribución de los puntos fue la siguiente:
| Categoría / Puesto | 1.º | 2.º | 3.º | 4.º | 5.º | 6.º | 7.º | 8.º | 9.º |
| ------------------ | --- | --- | --- | --- | --- | --- | --- | --- | --- |
| Cima Coppi         | 45  | 30  | 20  | 14  | 10  | 6   | 4   | 2   | 1   |
| 1.ª categoría      | 35  | 18  | 12  | 9   | 6   | 4   | 2   | 1   | -   |
| 2.ª categoría      | 15  | 8   | 6   | 4   | 2   | 1   | -   | -   | -   |
| 3.ª categoría      | 7   | 4   | 2   | 1   | -   | -   | -   | -   | -   |
| 4.ª categoría      | 3   | 2   | 1   | -   | -   | -   | -   | -   | -   |

### Máximas victorias
| Pos. | Ciclista            | País     | Victorias | Años                                     |
| ---- | ------------------- | -------- | --------- | ---------------------------------------- |
| 1    | Gino Bartali        | Italia   | 7         | 1935, 1936, 1937, 1939, 1940, 1946, 1947 |
| 2    | José Manuel Fuente  | España   | 4         | 1971, 1972, 1973, 1974                   |
| 3    | Fausto Coppi        | Italia   | 3         | 1948, 1949, 1954                         |
|      | Franco Bitossi      | Italia   | 3         | 1964, 1965, 1966                         |
|      | Claudio Bortolotto  | Italia   | 3         | 1979, 1980, 1981                         |
|      | Claudio Chiappucci  | Italia   | 3         | 1990, 1992, 1993                         |
| 7    | Raphaël Géminiani   | Francia  | 2         | 1952, 1957                               |
|      | Lucien Van Impe     | Bélgica  | 2         | 1982, 1983                               |
|      | Mariano Piccoli     | Italia   | 2         | 1995, 1996                               |
|      | José Jaime González | Colombia | 2         | 1997, 1999                               |
|      | Freddy González     | Colombia | 2         | 2001, 2003                               |
|      | Stefano Garzelli    | Italia   | 2         | 2009, 2011                               |

## Vuelta a España
Esta clasificación se introdujo en la primera edición de la Vuelta, en 1935 y fue ganada por el italiano Edoardo Molinar. El maillot fue durante mucho tiempo de color verde (de 1935 a 1985 y de 1990 a 2005). Entremedias, ha sido de color naranja y rojo en 1986, rojo en 1987, después blanco con granos de café en 1988 y 1989. De 2006 a 2007, pasó a naranja, y se convirtió en rojo en 2008. A partir de 2009 hasta la actualidad el maillot es blanco con puntos azules

### Puntuación
En las ascensiones de la Vuelta a España, los puntos son atribuidos a los primeros ciclistas que coronan la cima de un puerto. Las cimas están repartidas en cinco categorías basadas en la dificultad. La más dura es la de categoría especial "Cima Alberto Fernández"  y las más asequibles son las de "3ª categoría".
La puntuación es la siguiente:
| Categoría / Puesto     | 1º | 2º | 3º | 4º | 5º | 6º |
| ---------------------- | -- | -- | -- | -- | -- | -- |
| Cima Alberto Fernández | 20 | 15 | 10 | 6  | 4  | 2  |
| Categoría Especial     | 15 | 10 | 6  | 4  | 2  | -  |
| 1.ª categoría          | 10 | 6  | 4  | 2  | 1  | -  |
| 2.ª categoría          | 5  | 3  | 1  | -  | -  | -  |
| 3.ª categoría          | 3  | 2  | 1  | -  | -  | -  |

Además, en los años 2000 se introdujo como novedad que si el puerto final era la Cima Alberto Fernández, de categoría especial o 1ª categoría este puntúa doble pero en los años 2010 quedó suprimida esta puntuación doble.

### Máximas victorias
| Pos. | Ciclista            | País     | Victorias | Años                         |
| ---- | ------------------- | -------- | --------- | ---------------------------- |
| 1    | José Luis Laguía    | España   | 5         | 1981, 1982, 1983, 1985, 1986 |
| 2    | José María Jiménez  | España   | 4         | 1997, 1998, 1999, 2001       |
|      | David Moncoutié     | Francia  | 4         | 2008, 2009, 2010, 2011       |
| 4    | Emilio Rodríguez    | España   | 3         | 1946, 1947, 1950             |
|      | Antonio Karmany     | España   | 3         | 1960, 1961, 1962             |
|      | Julio Jiménez       | España   | 3         | 1963, 1964, 1965             |
|      | Andrés Oliva        | España   | 3         | 1975, 1976, 1978             |
| 8    | Julián Berrendero   | España   | 2         | 1942, 1945                   |
|      | Federico Bahamontes | España   | 2         | 1957, 1958                   |
|      | José Luis Abilleira | España   | 2         | 1973, 1974                   |
|      | Felipe Yáñez        | España   | 2         | 1979, 1984                   |
|      | Lucho Herrera       | Colombia | 2         | 1987, 1991                   |
|      | Tony Rominger       | Suiza    | 2         | 1993, 1996                   |
|      | Félix Cárdenas      | Colombia | 2         | 2003, 2004                   |
|      | Omar Fraile         | España   | 2         | 2015, 2016                   |

## Premio cima
El premio cima (o premio de la cima), es un premio similar a la clasificación de la montaña que se otorga en la Vuelta Ciclista del Uruguay. Como Uruguay no es un país montañoso (sólo cuenta con serranías de 500 m s. n. m. como máximo), durante la disputa de las etapas de esa vuelta ciclista, se otorgan puntos a quienes pasan por una meta cima en los primeros tres lugares. Estas metas suelen estar ubicadas en alguna subida o repecho que por lo general no sobrepasan los dos kilómetros de longitud. En todas ellas los puntajes otorgados son los mismos (5, 3 y 2 por lo general), no habiendo diferencia entre ellas.
El líder de esta clasificación porta un maillot de color rojo.